# Titchfield
Titchfield är en by i distriktet Fareham, i grevskapet Hampshire i England. Byn är belägen 12 km från Southampton. Titchfield var en civil parish fram till 1932 när blev den en del av Fareham och Curbridge. Civil parish hade 2 366 invånare år 1931. Byn nämndes i Domedagsboken (Domesday Book) år 1086, och kallades då Ticefelle.